# Роберто Баутіста Аґут
Роберто Баутіста Аґут (ісп. Roberto Bautista Agut) — іспанський тенісист. 
Станом на січень 2019 року Баутіста Агут виграв 9 турнірів ATP туру. Найбільшим його досягненням на турнірах Великого шолома став вихід у півфінал  Вімблдона 2019.

### Одиночний розряд: 23 (12 титулів)
| Результат | В–П   | Дата     | Турнір                              | Категорія    | Поверхня   | Супротивник            | Рахунок                 |
| --------- | ----- | -------- | ----------------------------------- | ------------ | ---------- | ---------------------- | ----------------------- |
| Поразка   | 0–1   | Січ 2013 | Chennai Open, India                 | Серія 250    | Хард       | Янко Типсаревич        | 6–3, 1–6, 3–6           |
| Перемога  | 1–1   | Чер 2014 | Rosmalen Championships, Netherlands | Серія 250    | Трава      | Беньямін Беккер        | 2–6, 7–6(7–2), 6–4      |
| Перемога  | 2–1   | Лип 2014 | Stuttgart Open, Germany             | Серія 250    | Ґрунт      | Лукаш Росол            | 6–3, 4–6, 6–2           |
| Поразка   | 2–2   | Жов 2014 | Kremlin Cup, Russia                 | Серія 250    | Хард (i)   | Марин Чилич            | 4–6, 4–6                |
| Поразка   | 2–3   | Жов 2015 | Kremlin Cup, Russia                 | Серія 250    | Хард (i)   | Марін Чилич            | 4–6, 4–6                |
| Поразка   | 2–4   | Лис 2015 | Valencia Open, Spain                | Серія 250    | Хард (i)   | Жоан Соуза             | 6–3, 3–6, 4–6           |
| Перемога  | 3–4   | Січ 2016 | Auckland Open, New Zealand          | Серія 250    | Хард       | Джек Сок               | 6–1, 1–0 ret.           |
| Перемога  | 4–4   | Лют 2016 | Sofia Open, Bulgaria                | Серія 250    | Хард (i)   | Віктор Троїцький       | 6–3, 6–4                |
| Поразка   | 4–5   | Сер 2016 | Winston-Salem Open, US              | Серія 250    | Хард       | Пабло Карреньо Буста   | 7–6(8–6), 6–7(1–7), 4–6 |
| Поразка   | 4–6   | Жов 2016 | Shanghai Masters, China             | Мастерс 1000 | Хард       | Енді Маррей            | 6–7(1–7), 1–6           |
| Перемога  | 5–6   | Січ 2017 | Chennai Open, India                 | Серія 250    | Хард       | Данило Медведєв        | 6–3, 6–4                |
| Перемога  | 6–6   | Сер 2017 | Winston-Salem Open, US              | Серія 250    | Хард       | Дамір Джумгур          | 6–4, 6–4                |
| Перемога  | 7–6   | Січ 2018 | Auckland Open, New Zealand          | Серія 250    | Хард       | Хуан Мартін дель Потро | 6–1, 4–6, 7–5           |
| Перемога  | 8–6   | Бер2018  | Dubai Tennis Championships, UAE     | Серія 500    | Хард       | Люка Пуй               | 6–3, 6–4                |
| Поразка   | 8–7   | Лип 2018 | Swiss Open, Switzerland             | Серія 250    | Ґрунт      | Маттео Берреттіні      | 6–7(9–11), 4–6          |
| Перемога  | 9–7   | Січ 2019 | Qatar Open, Qatar                   | Серія 250    | Хард       | Томаш Бердих           | 6–4, 3–6, 6–3           |
| Поразка   | 9–8   | Лют 2021 | Open Sud de France, Франція         | ATP 250      | Тверде (i) | Давід Ґоффен           | 7–5, 4–6, 2–6           |
| Поразка   | 9–9   | Бер 2021 | Катар Open, Катар                   | ATP 250      | Тверде     | Ніколоз Басілашвілі    | 6–7(5–7), 2–6           |
| Перемога  | 10–9  | Лют 2022 | Катар Open, Катар (2)               | ATP 250      | Тверде     | Ніколоз Басілашвілі    | 6–3, 6–4                |
| Поразка   | 10–10 | Чер 2022 | Mallorca Open, Іспанія              | ATP 250      | Трава      | Стефанос Ціціпас       | 4–6, 6–3, 6–7(2–7)      |
| Перемога  | 11–10 | Лип 2022 | Austrian Open Kitzbühel, Австрія    | ATP 250      | Ґрунт      | Філіп Місолич          | 6–2, 6–2                |
| Поразка   | 11–11 | Січ 2023 | Adelaide International, Австралія   | ATP 250      | Тверде     | Квон Сун-ву            | 4–6, 6–3, 6–7(4–7)      |
| Перемога  | 12–11 | Жов 2024 | European Open, Бельгія              | ATP 250      | Тверде (i) | Їржі Легечка           | 7–5, 6–1                |